# Lust en Rust
Lust en Rust was een koffieplantage aan de Surinamerivier in het district Commewijne in Suriname; het lag tussen de suikerplantages Dordrecht en Belwaarde.

## Ontstaan
De grond werd in 1735 uitgegeven aan Willem Gerard van Meel, Raad-fiscaal in Suriname en later griffier bij het Hof van Justitie in Paramaribo. Willem Gerard was een broer van Joan Hubert van Meel, de secretaris van de Sociëteit van Suriname. Omstreeks 1745 werd deze grond van duizend akkers in twee stukken verkocht. Het deel dat plantage Dordrecht zou worden werd gekocht door Pieter van der Werff. Het andere deel werd gekocht door Ephraim Comans Scherping. 
Scherping kocht er gelijk driehonderd akkers bij en noemde de plantage 'Lust en Rust'. In sranantongo stond de onderneming ook wel bekend als Scherpin, naar de eigenaar.

## Familie Scherping
Scherping was in 1730 door Jacobus Braat, koopman te Brielle en secretaris van Suriname aangenomen als minderjarige klerk. Hij werd in 1737 secretaris van het Hof van politie en later ook Raadsheer van Politie. Scherping was ook eigenaar en aanlegger van de plantage 'Paracouba' aan de Pauluskreek. 
Ephraim Comans Scherping overleed in 1763 en de plantages 'Lust en Rust' en 'Paracouba' werden verdeeld over drie groepen eigenaren, allen familie van Scherping. Een vierde aandeel in beide plantages vererfde via Susanna Nute, Scherpings weduwe, in 1774 op haar kleinzoon Ephraim Daniel Pichot. De steeds verder versnipperde eigendomssituatie kwam de productie van de plantage Lust en Rust niet ten goede. Het aantal slaven op de plantage daalde gestaag. Toen in 1842 Jacob Bennebroek Evertz de plantage overnam werkten er nog 34 slaven.

## 1863 en verder

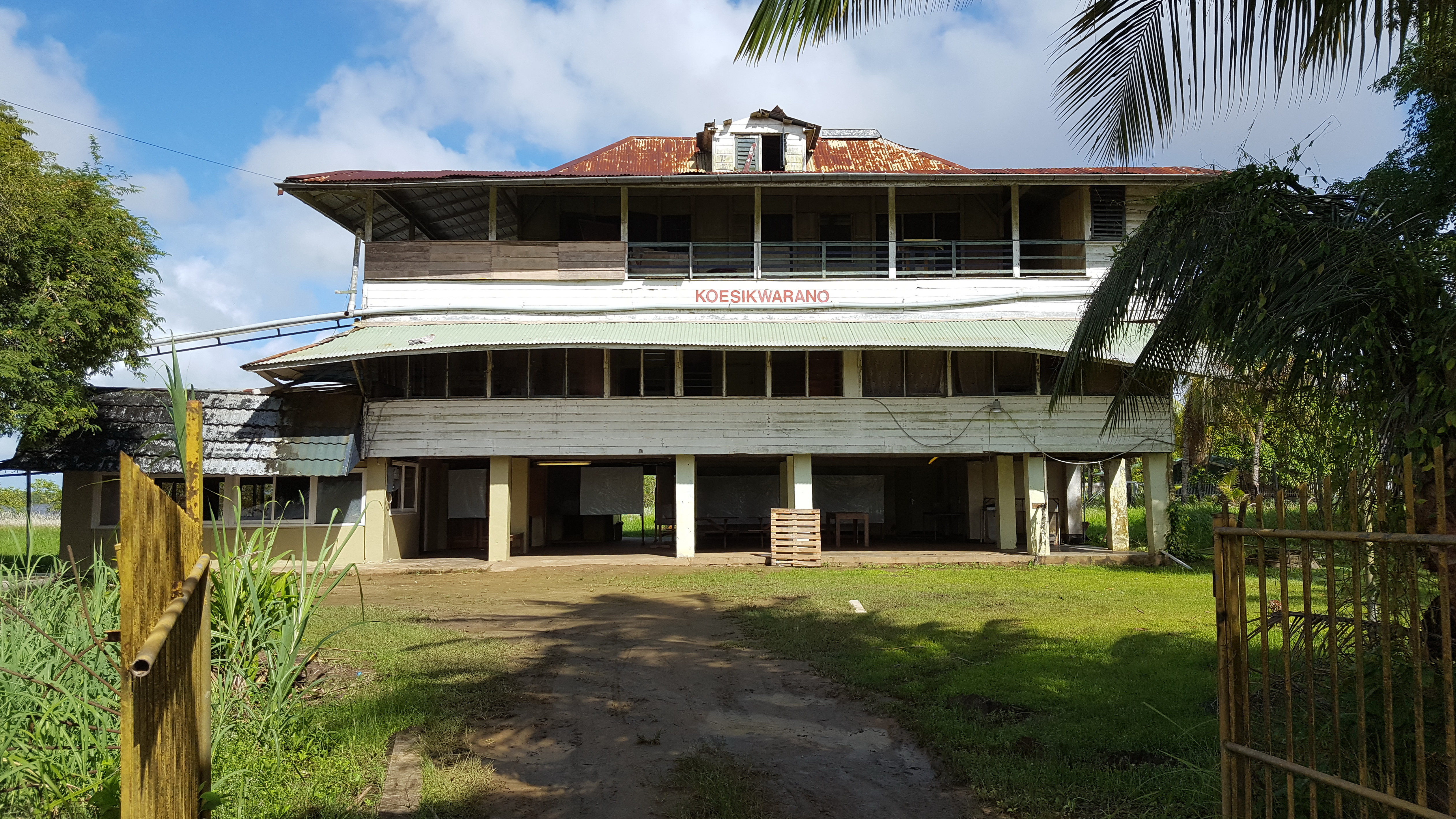
Voormalig kindertehuis "Koesikwarano" (2022)

Bij de Emancipatie (de afschaffing van de slavernij in Suriname) in 1863 was de familie Horst de eigenaar en kregen 96 slaven de vrijheid. Hierbij werden 23 nieuwe familienamen geboekstaafd, te weten: Allenis, Brammer, Creebsburg, Dikveld, Drielinger, Hunte, Hunteburg, Kniep, Melle, Meyerhoven, Mooitata, Oldenburg, Oostercappel, Parva, Rozen, Sluer, Strooburg, Treurwilg, Venne, Weis, Westercappel, Witlage, Zandkoker
Plantage-eigenaar Johann Dietrich Horst woonde zelf op de plantage. De familie Horst schakelde over op de teelt van cacao en banaan en nam een groot aantal Brits-Indische en Javaanse contractarbeiders in dienst. De plantage bleef lang in het bezit van de familie tot ergens rond 1914 Anton Nassy de nieuwe eigenaar werd. Door de krullotenziekte in de cacao en de Panamaziekte in de banaan was de productie van beide gewassen sterk afgenomen. De volgende eigenaar, H.E. May kon de plantage in 1923 dan ook voor een fractie van de waarde van een aantal jaren eerder opkopen. Onder zijn beheer werd weer teruggekeerd op de teelt van koffie. In de jaren dertig van de 20e eeuw was de plantage in handen van de Surinaamse Cultuur Maatschappij en werd er koffie en rijst verbouwd.
In de tweede helft van de twintigste eeuw was op de vroegere plantage het tehuis "Koesikwarano" (Huis van Vrede) gevestigd. De verdere grond werd verkaveld en steeds verder bebouwd. Koesikwarano was opgericht door de Evangelische Broedergemeente Suriname, voor de opvang van Indiaanse kinderen uit kansarme gezinnen. Het tehuis stond in de jaren 1970 onder leiding van J.W. Berkhuizen. De medische verzorging werd toen georganiseerd vanuit het resort Nieuw Amsterdam, waar Lust en Rust onder viel. Een conflict tussen het bestuur van de Stichting Kinderhuis Koesikwarano en de dagelijks leidinggevenden leidde er toe dat in februari 2014 het tehuis werd gesloten. De veertig kinderen verhuisden met hun 'ouders' naar Paramaribo. Sindsdien is het pand in verval geraakt.
A la bonne heure · Anna's Zorg · Akkerboom · Alliance · Alkmaar · Andresa · Auka · Andreesgift · Bantaskine · Barbados · Batavia · Beekenhorst · Belladrum · Bellevue · Belwaarde · Beninenburg · Berg en Dal · Bergen op Zoom · Berlijn (Commewijne) · Berlijn (Para) · Bethlehem · Boksweide · Boston · Botany Bay · Boxel · Bronswijk · Brouwerslust · Bruinendaal · Bucklebury · Buitenrust · Burnside · Cadrosspark · Caledonia · Campenburg · Cannewapibo · Catharina Sophia · Clevia  · Cliffort-Kokshoven · Clyde · Concordia · Concordia en een Kwart Lot · Courcabo · De Dageraad · De Goede Vriendschap · De Resolutie · De Vier Hendrikken · Diamond · Dijkveld · Domburg · Dordrecht · Eendragt · Elisabeth's Hoop · Ellen · L'Espérance (Nickerierivier) · L'Espérance (Surinamerivier) · Esthersrust · Fairfield · Fortuin · Flora · Florentia · Frederiksburg · Frederiksdorp · Frederikslust · Geertruidenberg · Geyersvlijt · Glensander · Gloria · Groot Chatillon · Groot Marseille · Guadeloupe · Hague · Hamburg · Hamilton · Hamptoncourt · Hannover · Hazard · Hebron · Hecht en Sterk · Hooyland · Hope · Houttuin · Huntly · Huwelijkszorg · Inverness · Jagtlust · Jodensavanne · Johan & Margaretha · Johanna Catharina · Johanna Maria · Johannesburg · John · Katwijk · Kent · Kerkshoven · Killenstein · Klein Bellevue · Kleinhoop · Krappahoek · Kroonenburg · Kwatta · La Jalousie · La Prosperité · La Rencontre · La Ressource (Saramacca) · La Ressource (Surinamerivier) · La Singularité · Laarwijk · Leasowes · Leliëndaal · Leonsberg · Livorno · Longmay · Lunenburg · Lust en Rust · Lustrijk · Maasstroom · Margarethenburg · Maria Petronella · Mariënbosch · Mariënburg · Margaretha's Gift · Mary's Hope · Meerzorg · Merveille · Moed en Kommer · Mon Bijou · Mon Souci · Mon Trésor · Monnikendam · Mopentibo · Morgenster · Moy · Nieuw Mocha · Nieuwzorg · Nieuwe Aanleg · De Nieuwe Grond · Nijd en Spijt · Novar · Nursery · Nut en Schadelijk · Onoribo · Onverwacht · Oranibo · Ornamibo · Overbrug · Overtoom 
· Oxford · Palestina · Paradise · Persévérance · Petersburg · Picardië · Peperpot · Pieterszorg · Plaisance · Poelwijk · Potosie · Purmerend · Reijnsdorp · Reijnsfort · Rijnberk · Roosenburg · Rorac · Rust en Werk · Rustenburg · Saltzhalen · Sans Souci · Saphir · Sarah · Sardam · Schaapstede · Schoonoord · Sinabo en Gelre · Sint Barbara · Sint Eustatius · Slootwijk · Sorgvliet · Spieringshoek · Standvastigheid · Suidwijn · Suzanna's Daal · Toevlugt (Surinamerivier) · Tout Lui Faut · Toledo · Totness · Tyronne · 't Vertrouwen · Victoria · Vierkinderen · Visserszorg · Voorburg · Voorzorg (Saramacca) · Vossenburg · Vredenburg · Vriendsbeleid en Ouderzorg · Vreeland · Waltonhall · Waldijk · Waterloo · Wederzorg · Welbedacht · Welgelegen (Commewijne) · Welgelegen (Coronie) · Welgevallen · Weltevreden · Wolffs Capoerica · Wolfenbüttel · 't Ylant · Zoelen · Zorg en Hoop (hout) · Zorg en Hoop (indigo) · Zorg en Hoop (katoen) · Zorg en Hoop (suiker)